# Selves tropicals de terres baixes del sud de Nova Guinea
Les selves tropicals humides de les terres baixes del sud de Nova Guinea són una ecoregió de boscos tropicals humits al sud-est de Nova Guinea. L'ecoregió cobreix parts de les terres baixes del sud de Nova Guinea.

## Geografia
L'ecoregió inclou els contraforts i les terres baixes al sud de la Serralada Central de Nova Guinea. Per sobre dels 1.000 metres d'altitud, els boscos de les terres baixes fan la transició a les selves tropicals montanes de la Serralada Central. L'ecoregió de boscos pantanosos d'aigua dolça del sud de Nova Guinea cobreix extenses zones de les terres baixes del riu Fly al sud i els trams inferiors d'alguns altres rius que drenen des de les terres altes fins al mar. La sabana i les praderies del Trans-Fly cobreixen l'extrem sud de Nova Guinea.

## Clima
L'ecoregió té un clima tropical humit. Els vessants de la Serralada Central per sobre dels 100 metres d'altitud inclouen algunes de les parts més plujoses de Nova Guinea.

## Flora
Les selves tropicals perennifolis de fulla ampla cobreixen la major part de l'ecoregió. Els boscos al·luvials es troben a les planes i els boscos de turons cobreixen els contraforts de la Serralada Central. Hi ha zones més petites de bosc semiperenne, bosc de pantà i sabana.

## Fauna
L'ecoregió té 69 espècies de mamífers, principalment marsupials, ratpenats i rosegadors múrids. No hi ha espècies endèmiques estrictes. Hi ha 344 espècies d'ocells a l'ecoregió.
L'ocell més gran de l'ecoregió és el casuari comú.

## Zones protegides
Una avaluació del 2017 va trobar que 5.841 km2, o el 5%, de l'ecoregió es troben en zones protegides. Aproximadament tres quartes parts de l'ecoregió encara estan boscoses. La gran zona està protegida pel Parc Nacional de Lorentz.

## Articles d'interès
- Llista d'ecoregions terrestres